# 헝가리 광시곡
《헝가리 광시곡》(헝가리어: Magyar rapszódiák, 문화어: 마쟈르 광상곡), 또는 《헝가리 랩소디(Hungarian Rhapsody)》는 프란츠 리스트가 1846년에서 1863년 사이, 그리고 1882년에서 1885년 사이에 작곡한 19곡의 피아노곡이다. 오케스트라, 피아노 듀엣, 피아노 트리오 등으로 편곡하기도 하였다.
2번이 가장 유명하고, 6번, 12번도 많이 알려져있다. 리스트의 피아노 작품을 연구하는데 있어 가장 중요한 작품 중 하나이며, 피아노 테크닉과 기교의 정점을 이룬다. 연주하기 매우 어려운 피아노 곡집으로 유명하다.

## 작곡 경위
제목과 달리 헝가리 민속 음악보다도, 집시의 선율을 채집하여 만든 것이다. 대부분의 곡은 차르다시의 형태를 띈다.

## 연주시간
총 연주시간: 2시간 10분, 관현악판 연주시간